# Малнів (гміна)
Ґміна Малнів (пол. Gmina Małnów) — колишня (1934—1939 рр.) сільська ґміна Мостиського повіту Львівського воєводства Польської республіки (1918—1939) рр. Центром ґміни було село Малнув.

1 серпня 1934 р. було створено ґміну Малнув у Мостиському повіті. До неї увійшли сільські громади: Чернява, Кальнікув, Малновска Воля, Малнув, Соколя і Стажава.